# Serie Nacional de Béisbol
Die Serie Nacional de Béisbol (span. für Nationale Baseballmeisterschaft) ist die einheimische Amateur-Baseball-Meisterschaft in Kuba. Sie wurde 1961 nach Auflösung der Profiliga infolge der kubanischen Revolution gegründet.

## Ligastruktur
Seit der 32. SNB 1992/93 besteht die Liga aus 16 Mannschaften (infolge der Teilung der Provinz La Habana in der Saison 2011/12 aus 17 Mannschaften), wobei jedes Team eine kubanische Provinz repräsentiert. Jeder Spieler tritt für sein Heimatteam an. Starke Mannschaften sind Industriales (Hauptstadt Havanna), Santiago de Cuba, Villa Clara und Pinar del Río.
Spielmodus: Zunächst spielt von August bis Oktober dreimal jeder gegen jeden (45 Spiele pro Team bzw. 360 Spiele insgesamt). Die zweite Phase von Oktober bis Dezember bestreiten nurmehr die sechs besten Teams; jede Paarung spielt neunmal (45 Spiele pro Team bzw. 135 Spiele insgesamt). Daran schließen sich im Januar Halbfinale und Finale an (Best-of-Modus).

### Liga-West
| Kürzel   | Team                | Spitzname                   | Ort                   | Stadion                     |
| -------- | ------------------- | --------------------------- | --------------------- | --------------------------- |
| Gruppe A |                     |                             |                       |                             |
| IJV      | Isla de la Juventud | Piratas (Piraten)           | Nueva Gerona          | Estadio Cristóbal Labra     |
| PRI      | Pinar del Río       | Vegueros (Tabakbauern)      | Pinar del Río         | Estadio Capitán San Luis    |
| IND      | Industriales        | Leones azules (Blaue Löwen) | Havanna               | Estadio Latinoamericano     |
| MAY      | Mayabeque           | Huracanes (Hurrikane)       | San José de las Lajas | Estadio Nelson Fernández    |
| Gruppe B |                     |                             |                       |                             |
| ART      | Artemisa            | Cazadores (Jäger)           | Artemisa              | Estadio 26 de Julio         |
| MTZ      | Matanzas            | Cocodrilos (Krokodile)      | Matanzas              | Estadio Victoria de Girón   |
| CFG      | Cienfuegos          | Elefantes (Elefanten)       | Cienfuegos            | Estadio 5 de Septiembre     |
| SSP      | Sancti Spíritus     | Gallos (Hähne)              | Sancti Spíritus       | Estadio José Antonio Huelga |

### Liga-Ost
| Kürzel   | Team             | Spitzname                 | Ort              | Stadion                        |
| -------- | ---------------- | ------------------------- | ---------------- | ------------------------------ |
| Gruppe C |                  |                           |                  |                                |
| VCL      | Villa Clara      | Azucareros (Zuckerbauern) | Santa Clara      | Estadio Augusto César Sandino  |
| CAV      | Ciego de Ávila   | Tigres (Tiger)            | Ciego de Ávila   | Estadio José Ramón Cepero      |
| CMG      | Camagüey         | Toros (Stiere)            | Camagüey         | Estadio Cándido González       |
| LTU      | Las Tunas        | Leñadores (Holzfäller)    | Las Tunas        | Estadio Julio Antonio Mella    |
| Gruppe D |                  |                           |                  |                                |
| HOL      | Holguín          | Cachorros (Welpen)        | Holguín          | Estadio Calixto García Íñiguez |
| GRA      | Granma           | Alazanes (Pferde)         | Bayamo           | Estadio Mártires de Barbados   |
| SCU      | Santiago de Cuba | Avispas (Wespen)          | Santiago de Cuba | Estadio Guillermón Moncada     |
| GTM      | Guantánamo       | Indios (Indianer)         | Guantánamo       | Estadio Nguyen Van Troi        |

## Gewinner der Meisterschaft
| Serie | Jahr | Gewinner              | Manager             |
| ----- | ---- | --------------------- | ------------------- |
| 1     | 1962 | Occidentales          | Fermín Guerra       |
| 2     | 1963 | Industriales          | Ramón Carneado      |
| 3     | 1964 | Industriales (2)      | Ramón Carneado      |
| 4     | 1965 | Industriales (3)      | Ramón Carneado      |
| 5     | 1966 | Industriales (4)      | Ramón Carneado      |
| 6     | 1967 | Orientales            | Roberto Ledo        |
| 7     | 1968 | Habana                | Juan Gómez          |
| 8     | 1969 | Azucareros            | Servio Borges       |
| 9     | 1970 | Henequeneros          | Miguel A. Domínguez |
| 10    | 1971 | Azucareros (2)        | Servio Borges       |
| 11    | 1972 | Azucareros (3)        | Pedro P. Delgado    |
| 12    | 1973 | Industriales (5)      | Pedro Chávez        |
| 13    | 1974 | Habana (2)            | Jorge Trigoura      |
| 14    | 1975 | Agricultores          | Orlando Leroux      |
| 15    | 1976 | Ganaderos             | Carlos Gómez        |
| 16    | 1977 | Citricultores         | Juan Bregio         |
| 17    | 1978 | Vegueros              | José M. Pineda      |
| 18    | 1979 | Sancti Spíritus       | Cándido Andrade     |
| 19    | 1980 | Santiago de Cuba      | Manuel Miyar        |
| 20    | 1981 | Vegueros (2)          | José M. Pineda      |
| 21    | 1982 | Vegueros (3)          | Jorge Fuentes       |
| 22    | 1983 | Villa Clara           | Eduardo Martín      |
| 23    | 1984 | Citricultores (2)     | Tomás Soto          |
| 24    | 1985 | Vegueros (4)          | Jorge Fuentes       |
| 25    | 1986 | Industriales (6)      | Pedro Chávez        |
| 26    | 1987 | Vegueros (5)          | Jorge Fuentes       |
| 27    | 1988 | Vegueros (6)          | Jorge Fuentes       |
| 28    | 1989 | Santiago de Cuba (2)  | Higinio Vélez       |
| 29    | 1990 | Henequeneros (2)      | Gerardo Junco       |
| 30    | 1991 | Henequeneros (3)      | Gerardo Junco       |
| 31    | 1992 | Industriales (7)      | Jorge Trigoura      |
| 32    | 1993 | Villa Clara (2)       | Pedro Jova          |
| 33    | 1994 | Villa Clara (3)       | Pedro Jova          |
| 34    | 1995 | Villa Clara (4)       | Pedro Jova          |
| 35    | 1996 | Industriales (8)      | Pedro Medina        |
| 36    | 1997 | Pinar del Río         | Jorge Fuentes       |
| 37    | 1998 | Pinar del Río (2)     | Alfonso Urquiola    |
| 38    | 1999 | Santiago de Cuba (3)  | Higinio Vélez       |
| 39    | 2000 | Santiago de Cuba (4)  | Higinio Vélez       |
| 40    | 2001 | Santiago de Cuba (5)  | Higinio Vélez       |
| 41    | 2002 | Holguín               | Héctor Hernández    |
| 42    | 2003 | Industriales (9)      | Rey Vicente Anglada |
| 43    | 2004 | Industriales (10)     | Rey Vicente Anglada |
| 44    | 2005 | Santiago de Cuba (6)  | Antonio Pacheco     |
| 45    | 2006 | Industriales (11)     | Rey Vicente Anglada |
| 46    | 2007 | Santiago de Cuba (7)  | Antonio Pacheco     |
| 47    | 2008 | Santiago de Cuba (8)  | Antonio Pacheco     |
| 48    | 2009 | La Habana Vaqueros    | Esteban Lumbillo    |
| 49    | 2010 | Industriales (12)     | German Mesa         |
| 50    | 2011 | Pinar del Río (3)     | Alfonso Urquiola    |
| 51    | 2012 | Ciego de Ávila        | Roger Machado       |
| 52    | 2013 | Villa Clara (5)       | Ramón Moré          |
| 53    | 2014 | Pinar del Río (4)     | Alfonso Urquiola    |
| 54    | 2015 | Ciego de Ávila (2)    | Roger Machado       |
| 55    | 2016 | Ciego de Ávila (3)    | Roger Machado       |
| 56    | 2017 | Granma                | Carlos Martí Santos |
| 57    | 2018 | Granma (2)            | Carlos Martí Santos |
| 58    | 2019 | Las Tunas             | Pablo Civil         |
| 59    | 2020 | Matanzas              | Armando Ferrer      |
| 60    | 2021 | Granma (3)            |                     |
| 61    | 2022 | Granma – Matanzas 4–3 |                     |
| 62    | 2023 | Las Tunas             |                     |
| 63    | 2024 | Las Tunas             |                     |